# Thorbeckeprijs
De naam Thorbeckeprijs is aan twee verschillende Nederlandse prijzen gegeven. De eerste is een ereprijs van de Thorbecke-stichting en dateert uit 1878. De tweede is de Thorbeckeprijs voor politieke welsprekendheid en wordt sinds 1992 door de vereniging Thorbecke aan Nederlandse politici uitgereikt. Beide prijzen zijn genoemd naar de staatsman Johan Rudolph Thorbecke (1798-1872).
Er is ook nog een Thorbeckepenning van de Volkspartij voor Vrijheid en Democratie (VVD), die in het spraakgebruik eveneens Thorbeckeprijs wordt genoemd.

## Thorbeckeprijs (1878)
Deze Thorbeckeprijs is een prijs van de Thorbecke-stichting die in 1878 door vrienden en fans van Johan Rudolph Thorbecke (1789-1872) is opgericht. De stichting houdt zich bezig met het bevorderen van onderzoek op het gebied van rechtswetenschap en staatsinrichting. Of, volgens de statuten, ‘ter blijvende nagedachtenis van den edelen burger, staatsman en geleerde, aan wien het Vaderland en de Wetenschap evenzeer ten duurste verplicht zijn en bestemd om die nagedachtenis ook bij latere geslachten levendig te houden door het aanmoedigen en bevorderen van degelijke studiën op dat gebied der wetenschap waarop hij zelf met woord en schrift en daad zoor vruchtbaar en schitterend gearbeid heeft, te weten: de rechts- en staatswetenschap in haaren ganschen omvang’.

### Erepenning en laureaten
Deze Thorbeckeprijs van de Thorbecke-stichting bestaat uit een erepenning van zilver. Onder degenen die met deze penning bekroond werden, was alleen Nicolaas Pierson politicus:
- 1882: prof. dr. Pieter Johannes Veth
- 1901: mr. Nicolaas Pierson (politicus)
- 1903: mr. Sybrandus Johannes Fockema Andreae (1844-1921)
- 1908: prof. mr. Cornelis van Vollenhoven (1874-1933)
- 1929: prof. mr. Eduard Meijers voor zijn werk Le droit ligurien de succession en Europe occidentale (ISBN  978-90-04-06801-8). De uitreiking had plaats in de openbare vergadering van het curatorium op dinsdag 4 juni, de sterfdatum van Thorbecke in 1872[2]
- 1965: mr. Sijbrandus Johannes Fockema Andreae (1904-1968) voor zijn werk De Nederlandse Staat onder de republiek (1961)[3]
- 1978: dr. André Donner. Hij kreeg de prijs op 2 juni 1978 uitgereikt door mr. Eric Oswald baron van Boetzelaer
- 2003: prof. mr. Ger van der Tang voor zijn proefschrift Grondwetsbegrip en grondwetsidee.
- 2022: prof. mr. Douwe Jan Elzinga, uitgereikt door Wim Voermans.

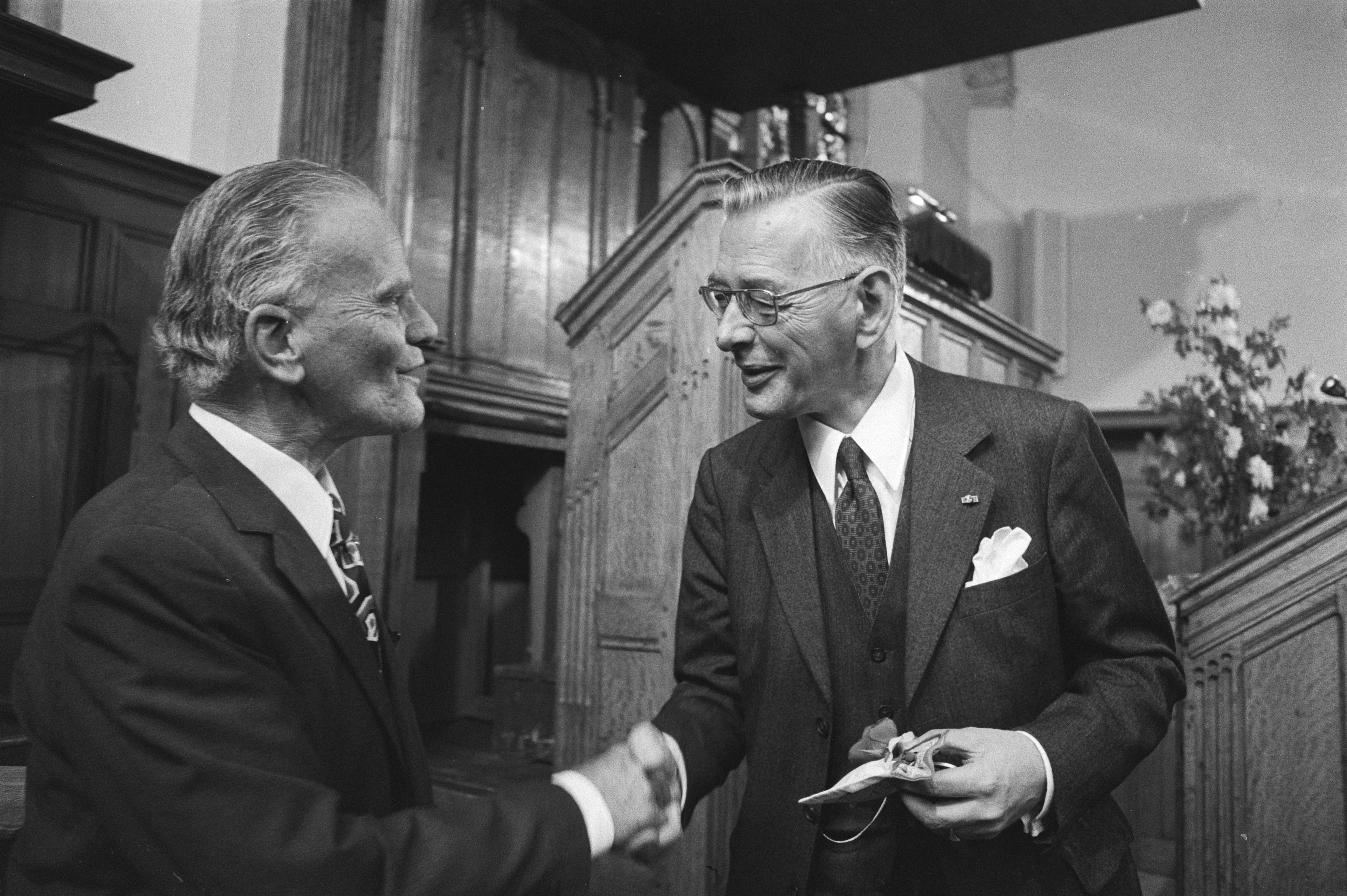
André Donner ontvangt Thorbeckeprijs uit handen van voorzitter mr. E.O. Baron van Boetzelaer (2 juni 1978)

Er zijn geen jaartallen bekend waarin deze penning ook ontvangen is door navolgende laureaten. Dat zijn Pieter Geijl, Ernst Heinrich Kossmann, Lou de Jong, Jo van der Hoeven, Constantijn Kortmann, Tim Koopmans en Herman van Gunsteren.

## Thorbeckeprijs voor politieke welsprekendheid (1992)
De Thorbeckeprijs voor politieke welsprekendheid is te beschouwen als een van de meest prestigieuze prijzen die een Nederlandse politicus die ten tijde van de uitreiking van deze prijs zitting had of heeft in het kabinet en/of in de Eerste of Tweede Kamer in zijn vakgebied te beurt kan vallen. De winnaar ontvangt een bronzen beeldje van Thorbecke. In 2000 werd de Thorbeckeprijs gehouden voor niet-Kamerleden en werd Nen van Ramshorst winnaar. In 2007 was dat Jérôme Schellings, gemeenteraadslid in Leidschendam-Voorburg voor D66, in 1998 fractievoorzitter en van mei 2010 tot augustus 2012 wethouder aldaar. 

### Winnaars
De volgende politici hebben de prijs in de afgelopen jaren gewonnen:
- 1992: Hans van Mierlo, D66
- 1994: Frits Bolkestein, VVD
- 1996: Jan van Zanen, VVD
- 1998: Paul Rosenmöller, GroenLinks
- 2000: Nen van Ramshorst, GroenLinks
- 2003: André Rouvoet, ChristenUnie
- 2005: Joost Eerdmans, LPF
- 2007: Jérôme Schellings, D66
- 2010: Femke Halsema,[5] GroenLinks
- 2012: Alexander Pechtold,[6] D66
- 2016: Kees van der Staaij,[7] SGP
- 2018: geen winnaar. Als stimulans om de kwaliteit van het debat in de Tweede Kamer te bevorderen is het beeldje van Thorbecke aan de Kamervoorzitter Khadija Arib gegeven, tot er weer een winnaar is[8]
- 2022: Pieter Omtzigt, partijloos[9]
- 2023: Mark Rutte, VVD[10]
- 2024: Eric van der Burg, VVD